# Grattacielo Kroch
Il grattacielo Kroch alto 43 metri a Lipsia è stato il primo grattacielo della città. Fu costruito nel 1927/28 come sede della Bankhaus Kroch, una banca privata del banchiere ebreo tedesco Hans Kroch (1887–1970), e si trova sul lato ovest di Augustusplatz. È sormontato da un orologio e da due sentinelle color cuoio, modellate sulla Torre dell'Orologio di San Marco a Venezia.

## Storia
Nel concorso di architettura del 1926 organizzato dalla Bankhaus Kroch insieme al Comune di Lipsia, l'architetto tedesco German Bestelmeyer (1874–1942) ottenne uno dei due secondi posti. L'edificio era così controverso che i quattro livelli superiori dell'edificio di dodici piani furono per un certo periodo solo un modello in legno, e poi una simulazione cinematografica. L'approvazione definitiva fu concessa il 16 dicembre 1927. L'edificio fu inaugurato il 1º agosto 1928.
La banca Kroch venne arianizzata nella Germania nazista. Kroch fu arrestato durante la Notte dei cristalli a Lipsia il 10 novembre 1938 e deportato nel campo di concentramento. Nel 1970 morì in Israele.
Nel 1938 il grattacielo Kroch fu rilevato dalla Banca industriale e commerciale (Industrie- und Handelsbank, di proprietà statale nella Germania dell'Est) e successivamente fu utilizzato da varie istituzioni economiche, scientifiche e sociali.
Dal 2007 al 2009 l'edificio è stato ampiamente ristrutturato per 5,7 milioni di euro. Ospita diversi istituti dell'Università di Lipsia e il suo Museo Egizio.  La galleria porticata denominata Theaterpassage attraversa la casa da Goethestrasse a Ritterstrasse.

## Descrizione

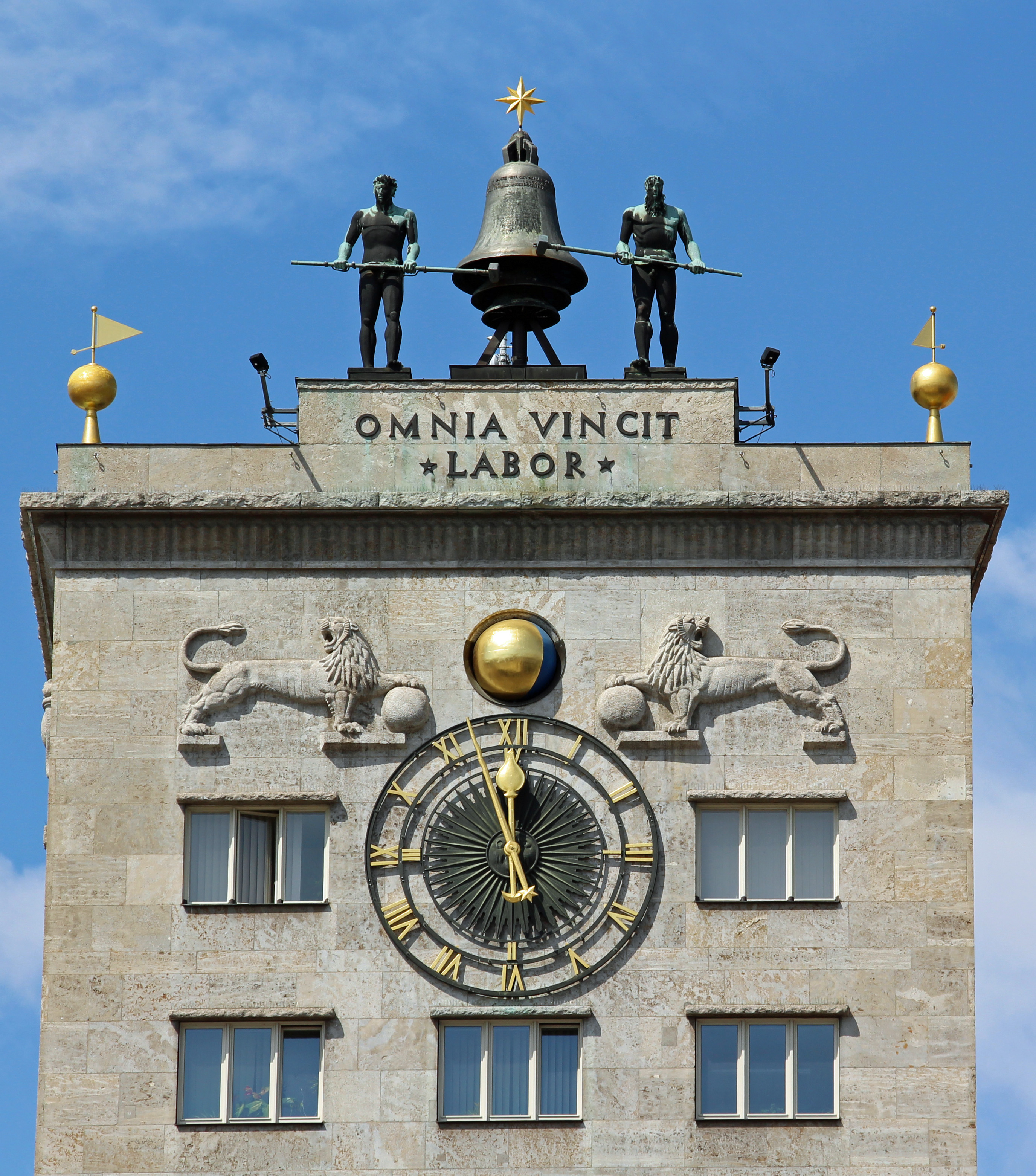
La parte superiore del grattacielo

La caratteristica principale del grattacielo e quindi del punto di riferimento di Augustusplatz è il meccanismo che suona sul tetto, composto da tre campane. Le campane vengono suonate da due fattorini alti 3,3 metri. Sotto le campane c'è l'iscrizione latina OMNIA VINCIT LABOR (l'impegno vince ogni cosa). Al di sotto di esso si trova l'esposizione delle fasi lunari affiancata da due raffigurazioni di leoni in rilievo, che occupano tutta la sezione frontale del 12º piano. Sono quindi presenti finestre al 12º piano solo sul retro dell'edificio. L'undicesimo piano ha solo due finestre invece delle tre utilizzate negli altri piani, tra le quali si trova un orologio da torre con quadrante di 4,3 metri di diametro.
Il centro espositivo dell'Università di Lipsia si trova nell'ex sala delle banche della banca Kroch. La sala rappresenta l'interno Art Déco più importante di Lipsia, particolarmente impressionante è la fontana del Nettuno in terracotta con la figura dorata del dio del mare.
Il grattacielo Kroch è sotto protezione dei beni culturali.